# Elton Brand
Elton Tyron Brand, född 11 mars 1979 i Cortlandt, New York, är en amerikansk tidigare basketspelare. Han är sedan 2018 general manager för Philadelphia 76ers.

## Lag
- Chicago Bulls (1999–2001)
- Los Angeles Clippers (2001–2008)
- Philadelphia 76ers (2008–2012)
- Dallas Mavericks (2012–2013)
- Atlanta Hawks (2013–2015)
- Philadelphia 76ers (2016)